# Escadron de drones 2/33 Savoie
L'escadron de drones 2/33 Savoie est l'un des deux escadrons opérationnels mettant en œuvre les drones MQ-9 Reaper de l'Armée de l'air française. L'escadron, recrée en 2020 sur la base aérienne 709 de Cognac-Châteaubernard, est l'héritier direct des traditions de l'escadron de reconnaissance 2/33 qui fut, jusqu'en 2014, le dernier des escadrons de l'Armée de l'air française équipé de chasseurs de reconnaissance Mirage F1CR sur la base aérienne 118 de Mont-de-Marsan.

## Historique

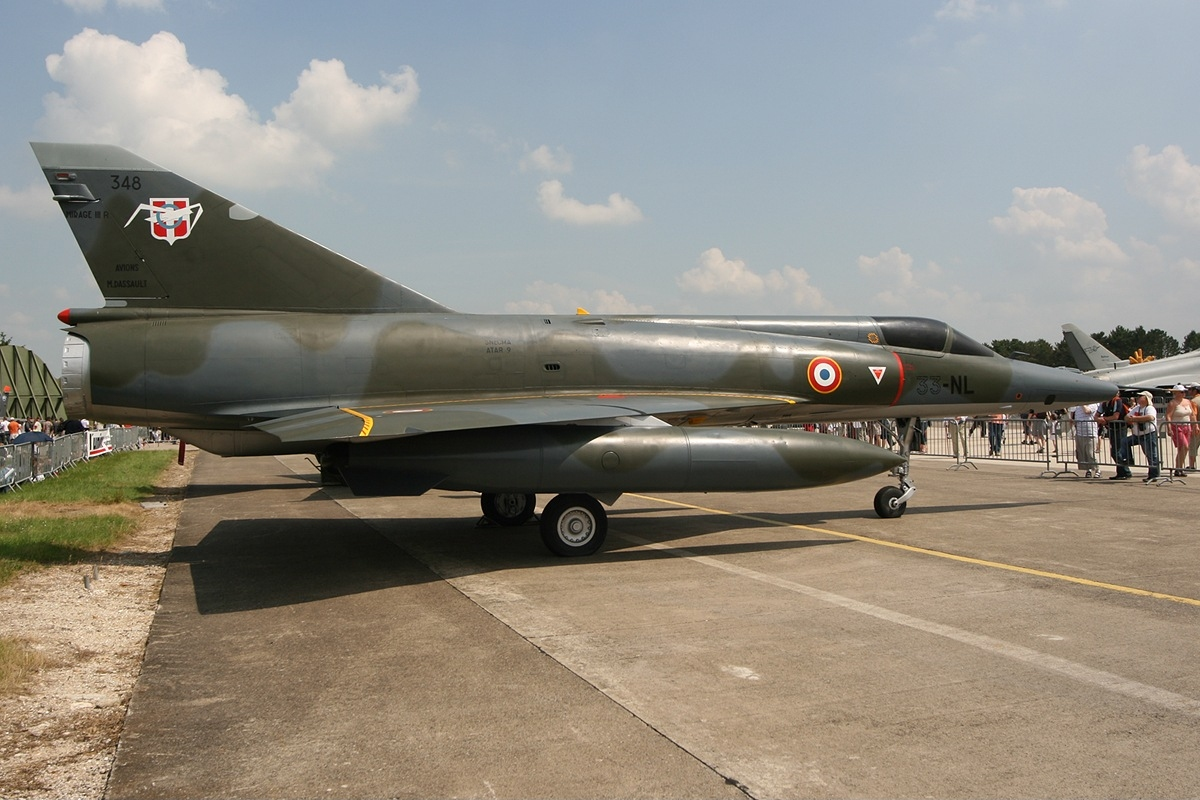
Mirage IIIR conservé aux couleurs du 2/33 Savoie.

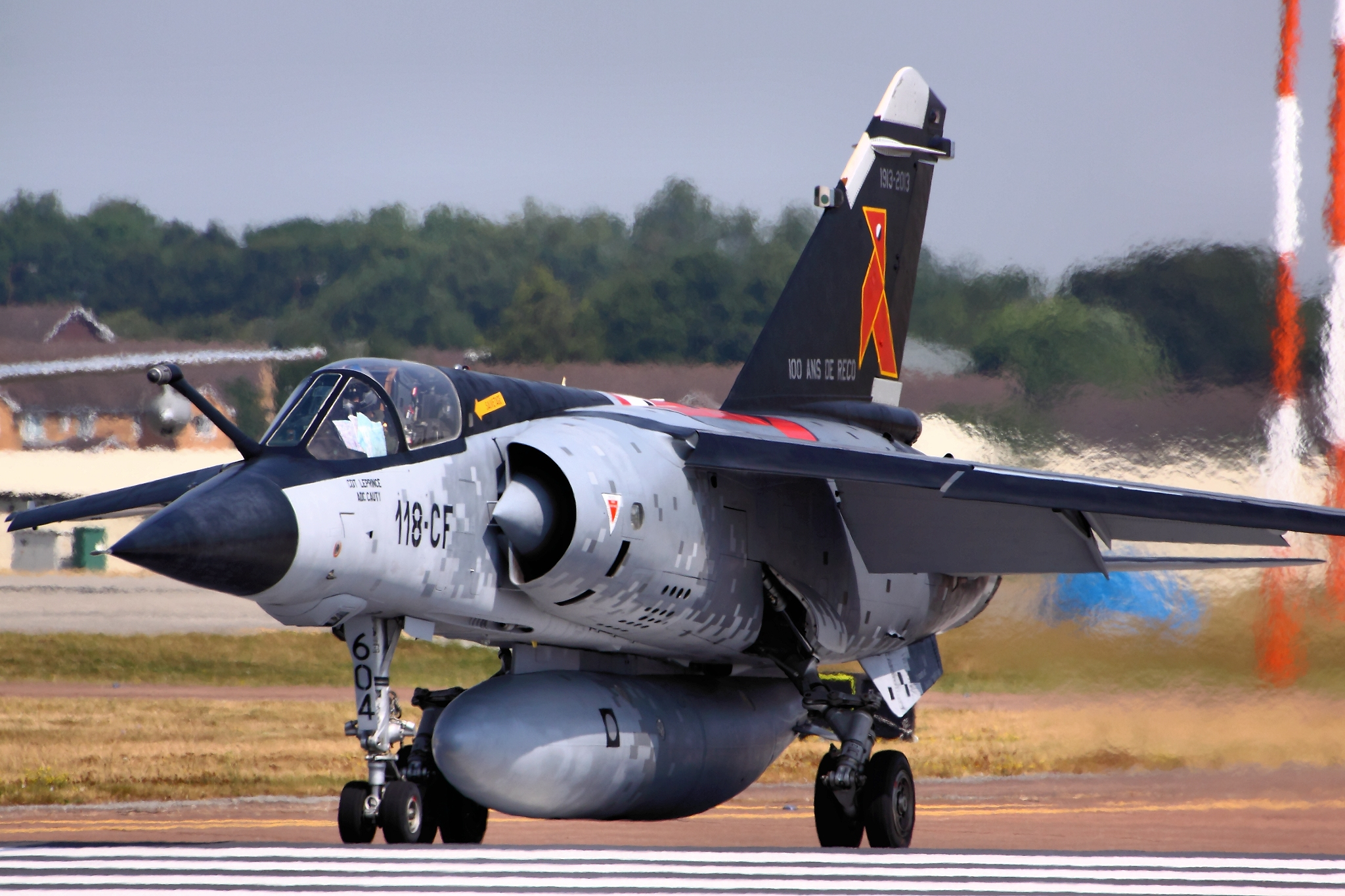
Mirage F1CR de l'escadrille BR 11 porteur d'une décoration spéciale célébrant les 100 ans de la reconnaissance en 2013. Il est équipé d'un bidon « irakien » de 2200 litres (Bagdad ayant été le premier utilisateur de ces réservoirs supplémentaires) doté de fausses fenêtres pour représenter une nacelle de reconnaissance.

En juillet 1932, le Groupe d'Observation II/33 est créé au sein de la en 33e escadre d'observation. Ce groupe possède alors deux escadrilles qui sont l'escadrille n° 3 (la « Hache », ex-SAL 33) et l'escadrille n° 4 (la « Mouette »). Stationné à Nancy de 1930 à 1939, le Groupe de Reconnaissance II/33 devient son appellation en 1933 et il adopte comme insigne, dès son départ pour Rouvres, la croix de Lorraine chargée de l'insigne de ses escadrilles.
En 1939, en pleine Seconde Guerre mondiale, la 33e escadre de reconnaissance est dissoute, dissolution suivie un an plus tard par celle du Groupe de Reconnaissance I/33. Seul subsiste le GR II/33 qui participe à la campagne de France puis continue à combattre après son repli en Afrique Française du Nord le 20 juin 1940 avec ses Bloch MB.174 et MB.175. Malgré le manque de carburant et de pièces détachées, le GR II/33 parvint à poursuivre son entrainement et à effectuer, en janvier 1941, des reconnaissances entre Tunisie, Sicile et Sardaigne. Quand les Alliés débarquèrent en Afrique du Nord, les équipages parvinrent à faire décoller 10 Bloch pour les mettre à l’abri à Djedeida et Thélepte, à la frontière algérienne. Après avoir rejoint les Alliés et s’être regroupé à Biskra fin 1942, le GR II/33 effectua quelques missions de bombardement en piqué avec ses Bloch avant de gagner Laghouat le 6 janvier 1943 et d’être transformé sur F-5A.  
Prenant le nom de Savoie, le 3 novembre 1943, il s'équipe dès la fin de cette même année de Hawker Hurricane puis, en mars 1944, de Supermarine Spitfire Mk V. Après avoir participé à la campagne de Tunisie, l'escadrille débarque en Italie en mai 1944 et lutte aux côtés du 11th TAC/R Squadron américain avant de gagner la France où son échelon volant se pose le 20 août 1944, à Ramatuelle. Ses actions d'éclat lui valent deux citations à l'ordre de l'Armée aérienne avec attribution de la croix de guerre avec palme. Durant ces années de combat, le GR II/33 "Savoie" compte parmi ses membres Antoine de Saint-Exupéry, qui disparait lors d'une mission de reconnaissance le 31 juillet 1944 sur Lighning F-5B-1-LO. Le 23 septembre, l'escadrille est à Dijon, où elle est transformée sur Spitfire Mark IX.
Le 1er janvier 1945, la 2e escadrille du Groupe devient Groupe de Reconnaissance 2/33 Savoie, alors que la 1re escadrille devient GR 1/33 Belfort. Ces deux groupes sont subordonnés à la 33e escadre de reconnaissance. Le début de la fin pour les Spitfire du Groupe commence le 14 janvier 1945 avec l'arrivée d'un North-American F-6 Mustang. Cette nouvelle monture va remplacer petit à petit les Spitfire, dont les derniers exemplaires sont reversés le 26 février 1945.
À partir de 1954, le groupe prend le nom d'Escadron de Reconnaissance Tactique 2/33 Savoie, s'équipant de Republic F-84F dans les années cinquante. À partir de 1957, il stationne en R.F.A. à Lahr-Hugsweier puis rejoint Strasbourg en 1960. La transformation sur Mirage IIIR 1965, deux ans après celle de l'Escadron de Reconnaissance 3/33 Moselle.
En 1983, le Mirage F1CR apparaît à Strasbourg où l'escadron stationne avant de s'installer à Reims le 26 avril 1994.
L'escadron a participé à un grand nombre d'opérations aériennes avec ses Mirage F1 :
- l'opération Épervier menée au Tchad de 1987 à 1992, de 1997 à 2010 et de 2012 à 2013 (reconnaissance aérienne et conduite d'un dispositif d'assaut)
- l'opération Daguet effectuée en Arabie saoudite d'octobre 1990 à mai 1991 (missions de bombardement et de reconnaissance dans le golfe Persique)
- l'opération Godoriat menée à Djibouti en juin 1991
- l'opération Aconit effectuée de juillet 1991 à février 1994 (missions de surveillance opérées depuis la base aérienne d'Incirlik en Turquie)
- l'opération Turquoise conduite en juillet et août 1994 au profit du Rwanda
- l'opération Crécerelle menée en ex-Yougoslavie de mai 1993 à décembre 1995 (missions de reconnaissance régulières sur la Bosnie-Herzégovine effectuées depuis la base aérienne d'Istrana en Italie)
- l'opération Salamandre conduite en ex-Yougoslavie de décembre 1995 à novembre 1996
- les opérations Almandin I et II menées en République Centrafricaine (missions effectuées à la suite des mutineries militaires de Bangui de 1996 et 1997)
- l'opération Trident menée d'avril à juillet 1999 au-dessus de l'ex-Yougoslavie et du Kosovo (missions de reconnaissance effectuées dans le cadre de la campagne aérienne conduite par les forces de l'O.T.A.N. contre la Yougoslavie)
- l'opération Alysse en Arabie saoudite par un déploiement permanent de trois Mirage F1 CR mis en œuvre sur la base aérienne d'Al Kharj en 1996
- l’opération Serval en 2013 au Mali
- l’opération Baltic, quatre Mirages F1-CR ont conduit des missions d’assistance et de police du ciel dans l’espace aérien des trois états Baltes : Lituanie, Lettonie et Estonie de mai à septembre 2013.

En juillet 2009, à la suite de la mise en sommeil de l'escadron de chasse 2/30 Normandie-Niemen, le Savoie perçoit des Mirage F1CT qui seront retirés le 16 octobre 2012.
En juillet 2011, l'escadron déménage définitivement à Mont-de-Marsan. Les derniers Mirage F1CR et F1B sont retirés du service actif le 13 juin 2014 et effectuent leur dernier vol à l'occasion de la cérémonie du 14 juillet 2014. L'escadron de reconnaissance 2/33 Savoie est mis en sommeil le 24 juillet 2014.
A la faveur de la recréation de la 33e Escadre de reconnaissance et d'attaque en septembre 2019 et de la montée en puissance de la capacité MQ-9 Reaper au sein de l'Armée de l'air française, jusqu'alors mise en œuvre uniquement par l'Escadron de drones 1/33 Belfort, le 2/33 Savoie est réactivé le 12 octobre 2020 sur la base aérienne 709 de Cognac. Dès sa recréation, le Savoie est employé dans le cadre de l'opération Barkhane depuis la base aérienne 101 de Niamey où sont stationnés les Reaper français déployés au Sahel.

## Fanion
Le fanion de l’escadron, de forme rectangulaire et monté sur hampe, a été homologué sous le n° A-392.
L’avers du fanion reproduit l’insigne de l’escadron, homologué le 20 octobre 1993 sous le numéro A-1248. Son revers mentionne le nom de l’unité – escadron de reconnaissance 2/33 « Savoie » – et cite les théâtres d'opérations suivants : Belgique 14-18, Allemagne, Tunisie 1943, Italie, Sardaigne 1944, Corse, France, Allemagne 1945, Koweït 1991.
Quatre décorations sont épinglées sur le fanion de l’escadron de reconnaissance 2/33 « Savoie ». Pour la Grande Guerre : une citation à l’ordre du corps aérien, d’où l’attribution de la croix de guerre 1914-1918 avec étoile de vermeil. Pour la Seconde Guerre mondiale : attribution de la croix de guerre 1939-1945 avec palme et attribution de la fourragère aux couleurs de la croix de guerre (avec olive 1939-1945) par décision no 17 en date du 26 septembre 1945. En janvier 2000, l’escadron a été cité à l’ordre de la division aérienne et s’est vu attribuer la croix de guerre des théâtres d’opérations extérieurs avec étoile d’argent pour les opérations effectuées en République fédérale de Yougoslavie. Finalement, la Croix de la valeur militaire avec étoile d'argent lui a été attribuée pour son action lors de l'Opération Serval juste avant la dissolution officielle de l'escadron.

## Insigne
La définition héraldique de l’insigne de l’escadron de reconnaissance 2/33 « Savoie », homologué le 20 octobre 1993 sous le numéro A-1248, est la suivante : « Croix de Lorraine d’azur bordée d’or, chargée en cœur d’une cocotte en papier de gueules, accompagnée en chef d’un étendard de candide bordé d’azur foncé, chargé de l’inscription C 53 en lettres capitales de sable et emmanché de même, et en pointe d’un besant de candide bordé d’azur foncé, à une mouette en vol brochante. »
La croix de Lorraine rappelle l’ancienne appartenance de l’escadron à la 33e escadre de reconnaissance. L’insigne d’escadron est chargé des trois insignes d’escadrille qui composent l’escadron : la mouette de l’escadrille SAL 6 pour la première escadrille, la cocotte de l’escadrille BR 11 pour la deuxième escadrille et le fanion de l’escadrille C 53 pour la troisième escadrille.

## Désignations successives

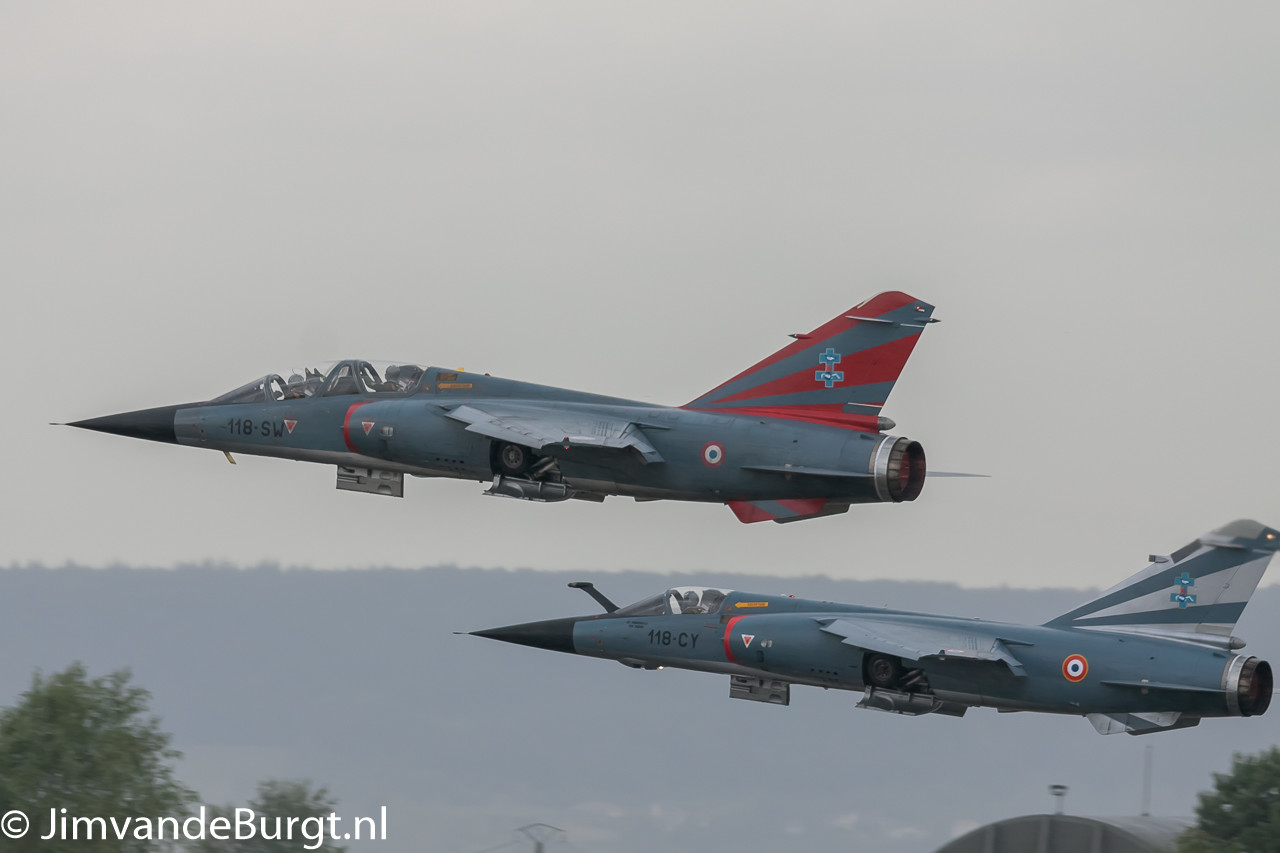
Un F1B et un F1CR lors d'un meeting le 4 juillet 2014

Depuis sa création à la fin de la seconde guerre mondiale, l'escadron Savoie a porté les désignations suivantes :
- Groupe d'Observation II/33 : de 1932 à 1933
- Groupe de Reconnaissance II/33 : de 1933 au 3 novembre 1943
- Groupe de Reconnaissance II/33 Savoie : du 3 novembre 1943 au 1er février 1953
- Escadron de Reconnaissance Tactique 2/33 Savoie : du 1er février 1953 au 1er mai 1964
- Escadron de Reconnaissance 2/33 Savoie : du 1er mai 1964 au 24 juillet 2014
- Escadron de Drones 2/33 Savoie : depuis octobre 2020

Le 2/33 Savoie a fait partie de la 33e Escadre de reconnaissance entre le 1er janvier 1945 et le 1er aout 1993. A sa réactivation en octobre 2020 en tant qu'Escadron de Drones, il rejoint de nouveau la 33e Escadre, elle-même auparavant réactivée en septembre 2019 sous le nom de 33e escadre de reconnaissance et d'attaque. 

## Escadrilles actuelles du 2/33
Sal 6 " Mouette du Rhin"
"Mouette passante d'argent brochant un anneau d'azur"
SAL 6 « Mouette du Rhin » : du 1er janvier 1945 au 24 juillet 2014 puis depuis le 12 octobre 2020
Symbolique :
L'escadrille 6 utilise à ses débuts une bande de fuselage "bleu Louise/rouge carmin/bleu Louise" puis un aigle héraldique égyptien dont la représentation n'a pas été retrouvée. Avec l'arrivée des Salmson 2A2 en fin 1917 elle se choisit un insigne métallique dénommé "Nenette et Rintintin". Représentant un jeu homme sautant au cou d'une femme sous la forme de petites pelotes de laines colorées. Il évoquait le fait que chaque aviateur ou "Rintintin" de l'escadrille s'était assuré la bienveillance d'une marraine ou "Nénetteé personnelle, jeune femme ou grand-mère. Les couleurs variables de ces deux personnages étaient reprises sur chaque appareil et appliquées en étoile sur les capots moteur. Trois couples de couleurs ont été recensés : rouge /bleu, jaune/vert , blanc/marron.
Historique
Créée avant la Première Guerre mondiale à Reims, et dépendant du 2ème groupe d'aviation, l'escadrille D 6 prit part aux manœuvres de 1913, sous le commandement du Capitaine Aubry. Equipée de Deperdussin au début de la guerre, cette escadrille est d'abord affectée à la Vème armée du général Lanrezac, avec laquelle elle participera aux opérations menées en Belgique. Elle comptait alors sept pilotes, dont quatre officiers et quatre sous-officiers. Comptant dans ses rangs le lieutenant Anthnonin Brocard, qui devait devenir le chef des Cigognes, l'escadrille est engagée dans les combats de l'Aisne en octobre 1914, puis stationne sur le terrain de Baslieux-les-Fismes à partir du mois de mai 1915, sous les ordres du capitaine Desorges. Dans l'intervalle, en mars 1915, la D 6 prend en compte des Caudron et est rebaptisée C 6 .
Affectée à la IIème armée, dans le secteur de Verdun en mai 1916, elle occupe la base de Lemmes, avant de partir pour l'Argonne et Sainte-Ménéhould. Après avoir transité par Mailly-le-Camp en vue de s'y entrainer. Elle participe à l'offensive du Chemin des Dames avec la Xème armée, avant d'être transférée à Luxeil puis à Fontaine, sur le territoire de Belfort.
En janvier 1918, la C 6 prit en compte des Salmson 2A2 et des Sopwith 1 1/2 Strutter, devenant la SAL 6. Commandée par le lieutenant Latour, cette formation fut engagée dans les actions au cours desquelles les armées alliées s'opposèrent aux grandes attaques allemandes du printemps et de l'été 1918.
Quand la guerre prend fin, la SAL 6 se trouve sous les ordres de la IIIème armée. Dissoute en juillet 1919, elle lègue ses traditions à la 4ème escadrille de la 33ème escadre en février 1933. Apres avoir été désignée 16ème escadrille du 33ème régiment d'aviation, elle devient 4ème escadrille du Groupe II/33.
L'escadrille entre dans la Seconde Guerre mondiale alors équipée de Potez 637, classés comme "appareils de transition". Ils sont remplacés par des Potez 63-11 en novembre 1939, mieux adaptés à la reconnaissance photographique malgré leurs moindres performances. Le 18 mars 1940, ce sont de rapides et élégants Bloch MB-174 que recoivent les pilotes du Groupe de Reconnaissance (GR) II/33. Grâce à son rayon d'action, la SAL 6 découvre des chars allemands dans les Ardennes dans la nuit du 11 au 12 mai 1940. A l'issue de la campagne de France, la SAL 6 se replie en Afrique du Nord avec son groupe et mène différentes missions de reconnaissance contre Gibraltar depuis l'Algérie. Dès janvier 1943, la SAL 6  est rééquipée par les Spitfire MK V. Ces derniers sont vite troqués contre des North American F-6D Mustang (version de reconnaissance du chasseur P51) au passage de la SAL 6 comme 1ère escadrille du GR II/33 "Savoie" le 1er janvier 1945. Avant sa dissolution en 2014, la SAL 6 voit défiler plusieurs aéronefs : Republic F-84G Thunderjet, Republic RF-84F Thunderflash, Mirage IIIR et Mirage F1CR.

Malgré les changements de localisation du II/33 (BA 124 de Strastbourg-Entzheim, BA 112deReims-Champagne et enfin la BA 118 de Mont-de-Marsan), l'engagement de la SAL 6 est sans faille comme le montre sa participation aux opérations "Eperviers", "Daguet", "Godoriat", "Aconit"," Turquoise", "Salamandre", "Almandin", "Trident", "Alysse", "Serval", "Baltic", "Barkhane" et "Sahel".

La C.53 "Fanion"

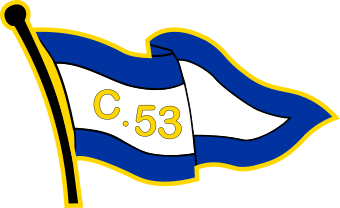
Insigne de l'escadrille C 53 « Fanion "

"Penon d'argent bordé d'azur et emmanché de sable, chargé des capitales C53 d'or, flottant au vent."
C 53 « Fanion » : du 1er août 1993 au 24 juillet 2014 puis depuis le 12 octobre 2020

Historique
L'escadrille est créées le 2 mai 1915 au fort de Bron à Lyon et arbore une bande oblique de fuselage bleu/ blanc/ bleu avant d'arborer un fanion blanc bordé de bleu portant le marquage "C53". Dès sa création la C 53 a pour mission la reconnaissance au profit du 1er corps d'Armée et ce jusqu'à la fin de la Grande Guerre. Durant ce premier conflit mondial, elle participe à la Bataille de Verdun, à la Bataille de la Somme, à la 2ème Bataille des Flandres ' aux cotés de la SAL 17 "Lynx" qui ne la quitte plus jusqu'à sa dissolution en 1942), à la 3eme Bataille de l'Aisne et à la 2nd Bataille de la Marne où elle coopérer à la réoccupation de Soissons. L'escadrille sera rebaptisée en SPAbi 53 (pour SPAD biplace) en 1917 lorsqu'elle reçoit des SPAD XI. Elle finit la guerre sur SPAD XVI.
Dur mai au ant ce conflit elle a remporté 4 victoires aériennes homologuées et déplore la perte de 14 hommes et de 10 blessés.
A l'issue de septembre  la guerre, elle fait partie de l'armée d'occupation de la Rhénanie et stationne à Mayence jusqu'au 1 juillet 1930. À son retour en France elle stationne à Bouy, dans la Marne, et appartient au Groupe de Reconnaissance Bouy jusqu'au 1er mai 1940. Jusqu'à sa dissolution le 12 novembre 1942, elle appartient au Groupe de Reconnaissance 1/14. 
La C 53 renait le 01 aout 1993 comme 3eme escadrille de l'ER (Escadron de Reconnaissance) 02.033 "Savoie". Aux cotés de la SAL 6 et de la BR 11, elle participe aux opérations extérieurs  "Eperviers", "Aconit", "Crécerelle"," Turquoise", "Alysse", "Serpentaire", "Harmattan", "Serval", "Baltic", "Barkhane" et "Sahel".
Néanmoins elle est mise en sommeil avec le "Savoie" le 24 juillet 2014. Au cours de son histoire plus que centenaire la C 53 a œuvré sur plusieurs avions : le Caudron G 4 à partir du 14 juin 1915, le Caudron G 6 puis le Sopwith 1A2.
Par la suite elle sera équipée de Breguet 14 A2 , de Breguet 19 A2, de Mureaux 113, d'Amiot 143, de MB 131 et de Potez 63/11 au moment de sa dissolution en 1943.
A sa recréation en 1993, elle évolue sur Mirage F1 CT et Mirage F1 CR puis Harfang et MQ9 Reaper.

Décorations
Croix de Guerre avec 3 citations dont 2 à l'ordre de l'armée.
"Sous les ordres du capitaine Wateau, a fait preuve pendant la durée de l'offensive des Flandres de la plus grande activité et de la plus grande audace dans l'accomplissement des missions qui lui ont été confiées, contribuant ainsi pour une grande part au succès des opérations". Citation à l'ordre de l'armée, ordre du 5 décembre 1917.
"Engagées sans interruption dans la batille du 29 mai au 25 septembre 1918 sous l'impulsions brillante du capitaine de Peyrecave, elles ont tenu avec honneur, malgré la fatigue, les bombardements continuels de leurs terrains et leurs lourdes pertes ,de remplir toujours plus que leurs missions qui leur incombaient. Ont conservé, après cent dix jours de lutte, une conception du devoir et un esprit de sacrifice aussi élevés qu'au premier jour". Citation à l'ordre de l'armée, décisions du général commandant en chef du 12 octobre 1918.

La BR 244 "Léopard"
"Léopard passant contourné de gueules, tacheté de sable à la filière d'argent"
- BR 244 « Léopard » : depuis le 12 octobre 2020

Historique
La décision de créer la BR 24 a été prise le 26 aout 1918. Cependant l'escadrille n'est formée officiellement que le 25 septembre 1918à Manoncourt-en-Vermois avec du personnel des escadrilles 62,90 et 156.
Le tout premier Commandant de la BR 244 fut le LTT Henry DECAIX. C'est d'ailleurs lui-même qui choisit le félin pour présenter l'escadrille afin d'évoquer les "qualités guerrières" du Breguet 14 qui équipait l'unité.
Au départ, l'insigne représente un léopard rouge s'inscrivant autour d'un "B" pour Breguet, le tout placé dans un disque jaune bordé de bleu. Plus tard, l'insigne originel de la BR 244 a été modifié pour ne retenir que le léopard vu de profil.
Au lendemain de l'Armistice elle devient la 6eme escadrille du 2eme régiment d'observation, puis la 14eme escadrille du 33eme régiment d'aviation d'observation. A cette période la BR 244 est alors équipée de Bregeut 14 A2. 
Le 1er janvier 1924, à la suite d'une nouvelle organisation elle devient la 4eme escadrille du 33RAO aux cotés de La Hache mais aussi de la Cocotte et de la Mouette.
Devenue 2eme escadrille du Groupe de Reconnaissance 1/33 en 1939, elle participe à la Bataille de France. Elle effectue ses premières missions de guerre sur Potez 637 en septembre 1939. Elle est dissoute le 31 aout 1940 à Sétif.
Du 1er janvier 1988 au 30 juin 1988 la BR 244 a été une escadrille non officielle du 03.033 Moselle, à Strasbourg Entzheim et a volé sur Mirage III RD.
Du 1er aout 1993 au 24 juin 2010, la BR 244 a été la 3eme escadrille de l'Escadron de Reconnaissance 01033 Belfort aux cotés de la SAL 33 et de l'EALA 090.72 . Elle volait alors sur Mirage F1 CR.

Décorations
Croix de guerre 14-18 avec palme de bronze.
Croix de guerre 39-45 avec palme de bronze (attribuée au GR1/33).
Citations du 16 novembre 1939 (à L'ordre de la 1ere Armée Aérienne Le Groupe de Reconnaissance 1/33). Ces citations comportent l'attribution de la Croix de Guerre avec palme.
Parmi ses anciennes escadrilles, le 2/33 "Savoie" (alors Escadron de reconnaissance) a compté la BR 11 « Cocotte de gueules » du 1er août 1993 au 24 juillet 2014. Les traditions de cette escadrille ont été reprises par l'Escadron de Transformation Opérationnelle Drones 3/33 "Moselle", recrée en septembre 2019 au sein de la 33e Escadre de Reconnaissance et d'Attaque et qui s'assure de la formation initiale des recrues du 1/33 "Belfort" et du 2/33 "Savoie".

## Bases
- Nancy-Azelot le 1er janvier 1945
- Colmar le 5 avril 1945
- Fribourg en Brisgau : de mai 1945 à mai 1950
- Cognac : de mai 1950 à juillet 1957
- Lahr : juillet 1957 à mars 1960
- Strasbourg Entzheim : de mars 1960 au 26 avril 1994
- Reims : de juin 1994 au 18 juillet 2011
- Mont-de-Marsan : transfert entre le 23 mai 2011 et le 18 juillet 2011 jusqu'à la dissolution le 24 juillet 2014
- Cognac : réactivation de l'unité en octobre 2020 sous le nom d'Escadron de drones 2/33 "Savoie"

## Appareils
- Mirage III R (1965-1983)
- Mirage F1 CR (1983-2014)
- Mirage F1 CT (2009-2012)
- Mirage F1 B (2009-2014)
- MQ-9 Reaper (Depuis Octobre 2020)